# Saleem Sherwani (Hockeyspieler, 1962)
Saleem Sherwani oder Salim Sherwani (geboren am 21. Juni 1962 in Vehari) ist ein ehemaliger pakistanischer Hockeyspieler. Der Stürmer gewann mit der pakistanischen Nationalmannschaft 1984 olympisches Gold und war 1982 Weltmeister.

## Sportliche Karriere
Der 1,68 m große Saleem Sherwani gehörte zum pakistanischen Aufgebot bei der Weltmeisterschaft 1982 in Bombay, bei der die Pakistaner den Titel vor den Deutschen und den Australiern gewannen.
Zwei Jahre später wirkte er bei den Olympischen Spielen 1984 in drei Vorrundenspielen mit. Die pakistanische Mannschaft gewann letztlich die Goldmedaille durch einen Finalsieg über die deutsche Mannschaft.
1986 gehörte Sherwani zur Mannschaft Pakistans bei den Asienspielen in Seongnam, die den zweiten Platz hinter den Südkoreanern erreichte.
Saleem Sherwani spielte für die Pakistan International Airlines in Karatschi.